# Corsavy
Corsavy (katalanisch Cortsaví) ist eine französische Gemeinde mit 247 Einwohnern (Stand 1. Januar 2022) im Département Pyrénées-Orientales in der Region Okzitanien. Sie gehört zum Arrondissement Céret und zum Kanton Le Canigou.

## Nachbargemeinden
Nachbargemeinden von Corsavy sind La Bastide im Norden, Saint-Marsal und Taulis im Nordosten, Montbolo im Osten, Arles-sur-Tech im Südosten, Montferrer im Süden, Le Tech im Südwesten, Casteil im Westen und Valmanya im Nordwesten. Das Gemeindegebiet wird vom Fluss Riuferrer durchquert.

## Bevölkerungsentwicklung
| Jahr      | 1962 | 1968 | 1975 | 1982 | 1990 | 1999 | 2013 |
| Einwohner | 346  | 282  | 263  | 190  | 194  | 204  | 246  |

## Sehenswürdigkeiten
- Gorges de la Fou
- Alte Kirche Saint-Martin (12. Jahrhundert)
- Neue Kirche Saint-Martin (17. Jahrhundert)
- Tour de Batère (14. Jahrhundert) und die Mines de Batère
- Donjon der Burgruine (13. Jahrhundert)
- Zwei Dolmen der Cova d’en Rotllan

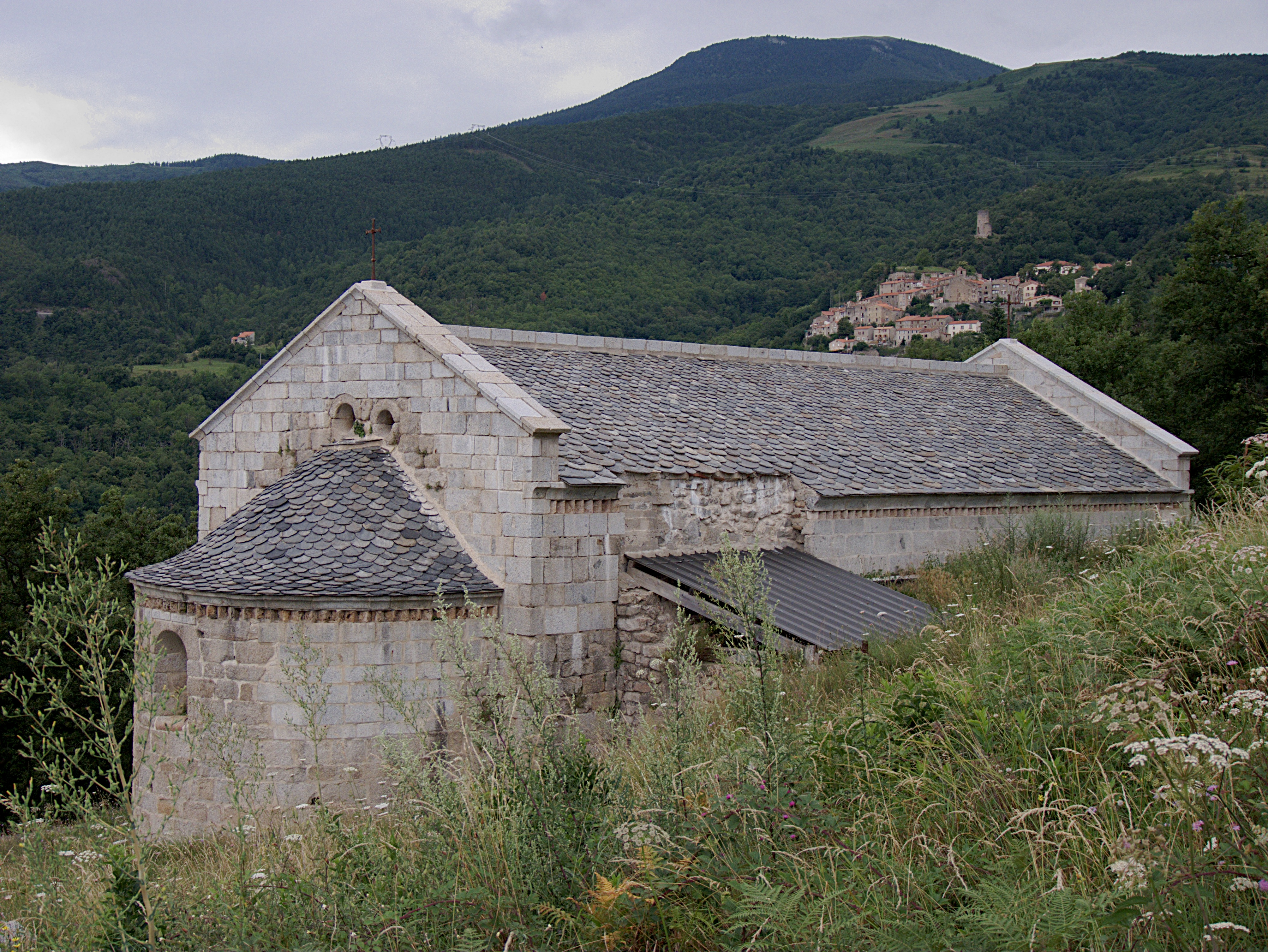
Die alte Kirche Saint-Martin
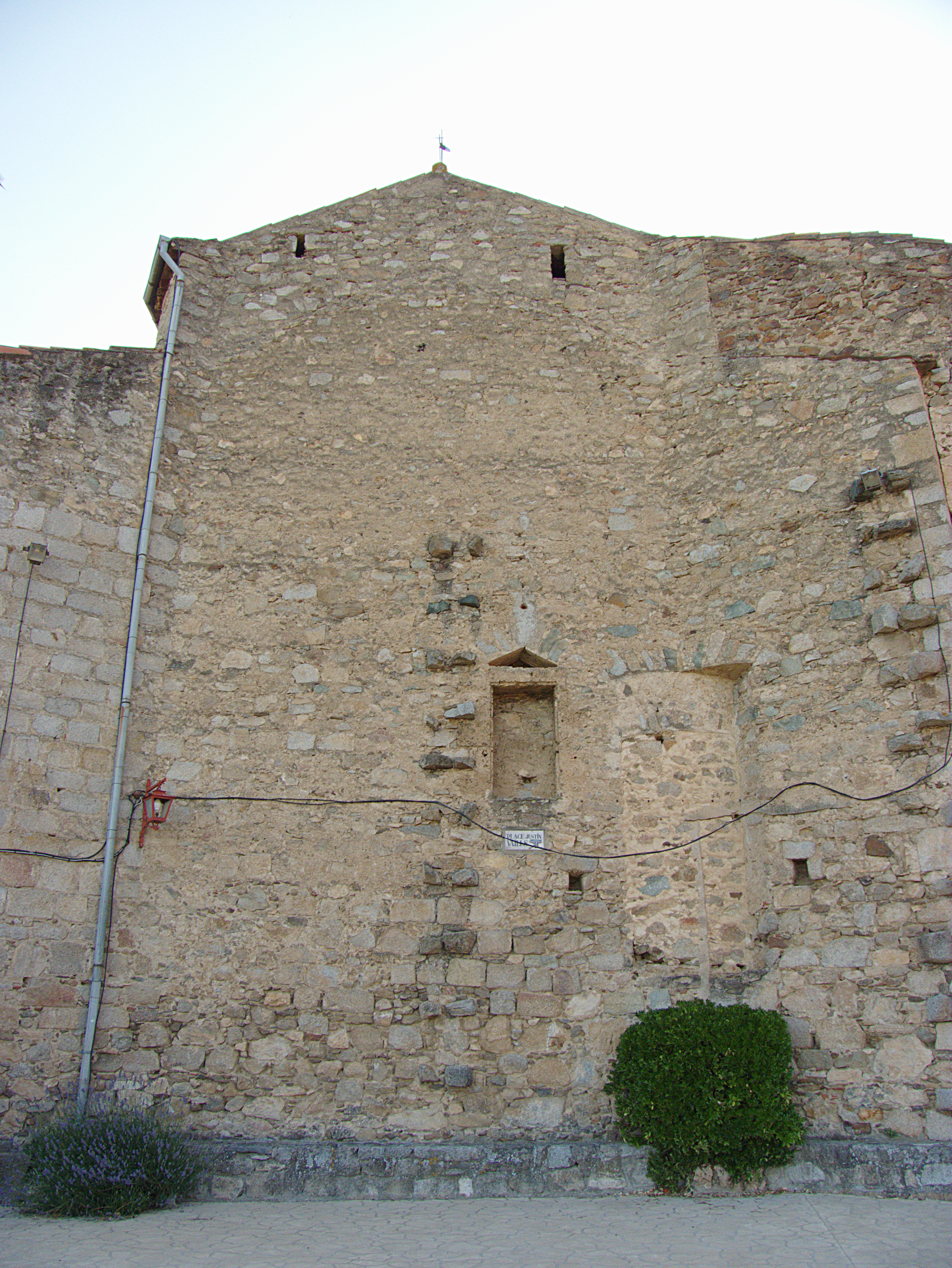
Die neue Kirche Saint-Martin
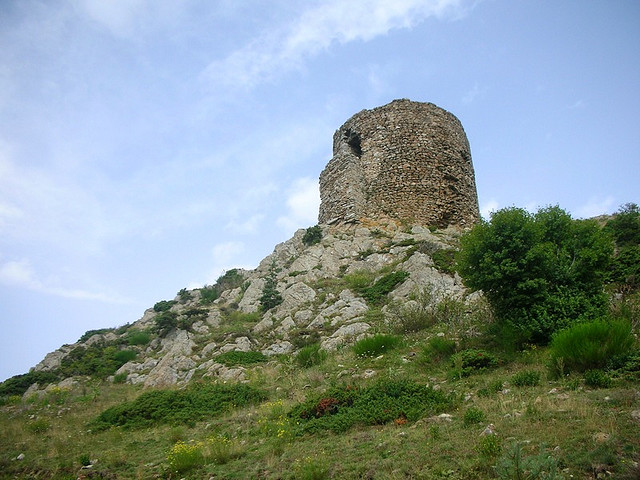
Tour de Batère